# Caribochernes pumilus
Caribochernes pumilus es una especie de arácnido del orden Pseudoscorpionida de la familia Chernetidae, la única del género Caribochernes.

## Distribución geográfica
Se encuentra en la República Dominicana.